# Pogoda kosmiczna

Procesy kształtujące pogodę kosmiczną

Pogoda kosmiczna – ogół zjawisk obserwowanych na Słońcu i w obszarze wnętrza ziemskiej magnetosfery (do 50000 km od Ziemi), wykazujących pewne analogie do pogody w atmosferze ziemskiej, spowodowanych zmianami intensywności wiatru słonecznego.
Wskutek tej zmienności rośnie strumień wysokoenergetycznych cząstek i promieniowania w otoczeniu Ziemi. Pogoda kosmiczna wpływa na ziemską magnetosferę, jonosferę i być może klimat. Na pewno ogranicza funkcjonowanie sieci energetycznych na dużych szerokościach geograficznych i łączności radiowej, a także systemów elektronicznych i fotowoltaicznych w kosmosie.

## Przyczyny i zjawiska

### Przegląd
Ziemia ma naturalne mechanizmy ochronne przed wpływami zewnętrznymi. Magnetosfera, jonosfera i atmosfera Ziemi pełnią rolę filtra wobec materii i promieniowania z kosmosu. W szczególności magnetosfera jako najbardziej zewnętrzna stanowi główną przeszkodę dla wiatru słonecznego i odchyla jego kierunek przepływu wokół Ziemi.
Główną przyczyną zmian pogody kosmicznej jest zmienność struktur w koronie słonecznej. Tzw. koronalne wyrzuty masy (ang. Coronal Mass Ejection, CME) i rozbłyski słoneczne uwalniają ogromne ilości materii i energii, tworząc ogromne fale uderzeniowe w wietrze słonecznym, które uderzają w magnetosfery planet.

### Rozbłyski

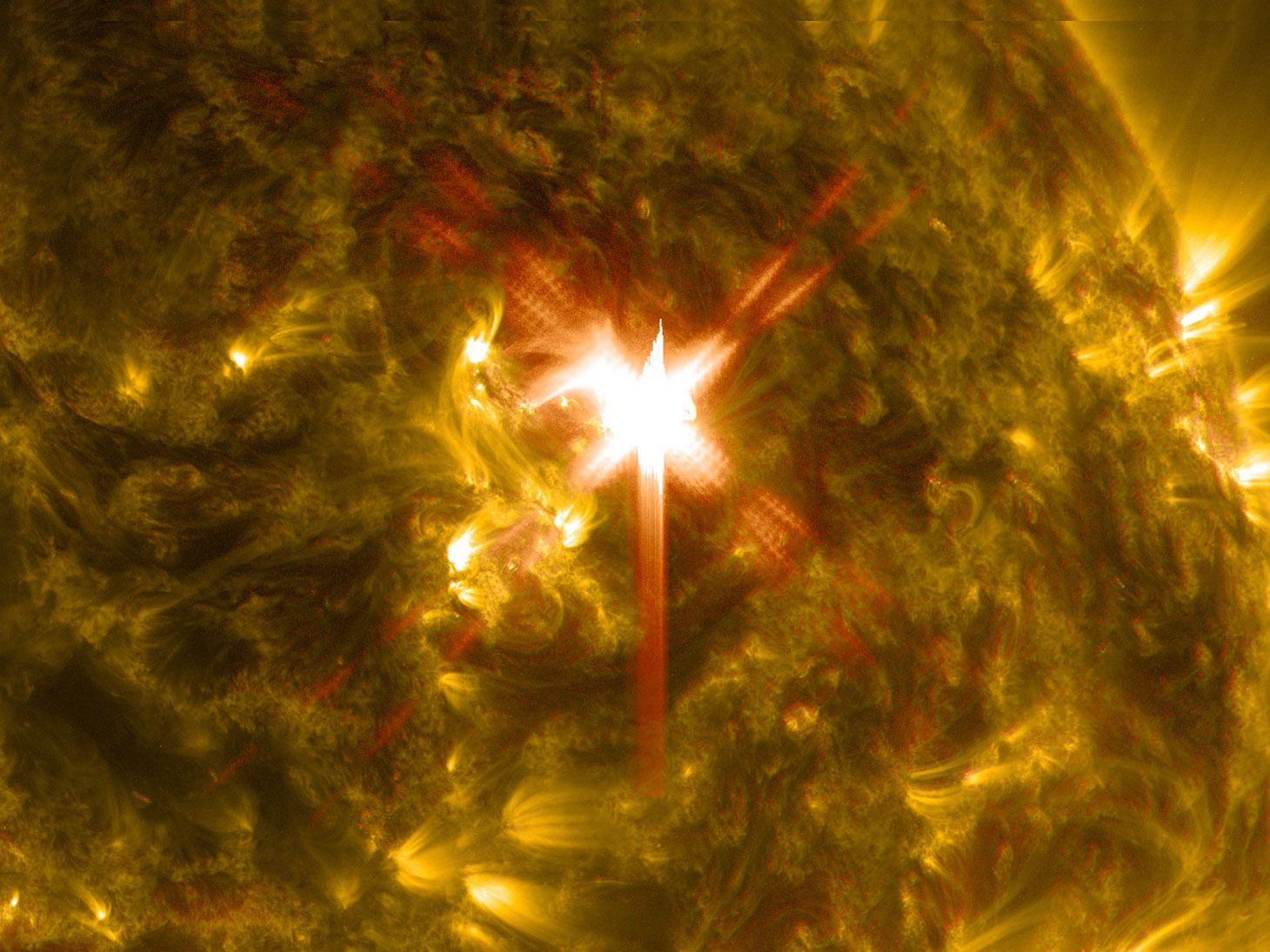
Rozbłysk klasy X w fotosferze Słońca (zdjęcie w ultrafiolecie sondy SDO)

Rozbłysk można zaobserwować za pomocą urządzeń optycznych jako błysk światła na powierzchni Słońca. Choć jego obszar na Słońcu jest ograniczony, intensywność promieni rentgenowskich, energia protonów i elektronów wzrasta. Spadek do wartości początkowej trwa do kilku godzin, ale czas trwania poszczególnych rozbłysków jest różny. Szczególnie intensywne zjawiska mogą również wytworzyć promieniowanie gamma. Zjawisko to można zaobserwować podczas wzmożonej aktywności słonecznej, zwłaszcza w latach maksimum, kiedy przeciętnie obserwuje się jeden rozbłysk na tydzień.
Ze względu na skończoną prędkość światła, rozbłyski są obserwowane na Ziemi z opóźnieniem około ośmiu minut. W tym samym czasie dociera do okolic Ziemi uwolnione w czasie rozbłysku promieniowanie elektromagnetyczne. Strumienie cząstek podążają wolniej, wzdłuż linii międzyplanetarnego pola magnetycznego i docierają do Ziemi (w zależności od energii cząstek) od 10 do 30 minut później. Cząstki te stanowią zagrożenie dla ludzi i sprzętu w górnych warstwach atmosfery i na orbitach okołoziemskich. Promieniowanie rentgenowskie przenika do najniższej warstwy jonosfery (około 60 do 90 km nad ziemią), a cząstki tracą energię dopiero na wysokości od 40 do 60 km.

### Koronalne wyrzuty masy
Koronalny wyrzut masy (CME, od ang. Coronal Mass Ejection) definiuje się jako emisję dużych ilości materii (>10 mld ton) z korony słonecznej, najbardziej zewnętrznej warstwy atmosfery Słońca, w otaczającą przestrzeń. Odbywa się to w postaci wyrzucenia olbrzymiego obłoku plazmy z prędkością znacznie przekraczającą prędkość wiatru słonecznego. Zjawisko to pozwala zaobserwować koronograf, który zakrywa dysk słoneczny i przepuszcza do detektora wyłącznie światło z korony. Zostało odkryte przez Richarda Touseya dopiero w 1971.
Materia transportowana z wiatrem słonecznym w kierunku Ziemi jest naładowana elektrycznie. Poprzez oddziaływanie z międzyplanetarnym polem magnetycznym obłok materii ulega znacznej deformacji. Międzyplanetarne pole magnetyczne jest związane ze Słońcem i rozciąga się aż do heliopauzy; linie sił słonecznego pola magnetycznego układają się w kształt spirali wskutek rotacji Słońca.
Naładowane cząstki CME mogą lokalnie zmieniać kierunek linii pola w przestrzeni i doprowadzić do rekoneksji magnetosfery Ziemi i mogą przenikać z obłoku do wnętrza tego obszaru. Częstość występowania koronalnych wyrzutów masy zależy od fazy aktywności słonecznej; w latach niskiej aktywności zdarza się tylko kilkadziesiąt silnych wyrzutów, podczas gdy blisko maksimum aktywności może wystąpić ponad sto CME.

### Galaktyczne promienie kosmiczne
Galaktyczne promieniowanie kosmiczne składa się z cząstek o ekstremalnie wysokiej energii (>1 GeV). Mają one źródło poza Układem Słonecznym. Cząstki te powodują jonizację atomów i cząsteczek w dolnej stratosferze oraz w górnej troposferze, od 10 do 20 km wysokości. Przypuszcza się, że poprzez tworzenie w ten sposób jąder kondensacji promieniowanie kosmiczne wpływa na pogodę i klimat Ziemi, co jednak do tej pory nie zostało potwierdzone przez obserwacje. Promienie kosmiczne wytwarzają również tzw. wtórne promieniowanie kosmiczne, przez rozbijanie napotkanych cząstek gazów atmosferycznych. Prowadzi to do zwiększonej ekspozycji na promieniowanie u osób podróżujących samolotami, szczególnie na dużej wysokości i na długich trasach.
Natężenie promieniowania galaktycznego zmienia się cyklicznie, przeciwnie do aktywności słonecznej. W fazie wysokiej aktywności słonecznej zjawiska na powierzchni Słońca tworzą fale uderzeniowe w plazmie międzyplanetarnej; oddziałują one z galaktycznymi promieniami kosmicznymi, odchylając ich tory i chroniąc wewnętrzną część Układu Słonecznego przed cząstkami o tak dużym zakresie energii. Ta naturalna ochrona jest mniejsza w okresach niskiej aktywności słonecznej, do Ziemi dociera wtedy większa dawka promieniowania kosmicznego.

### Zjawiska, które ewentualnie mogą wpływać na pogodę kosmiczną

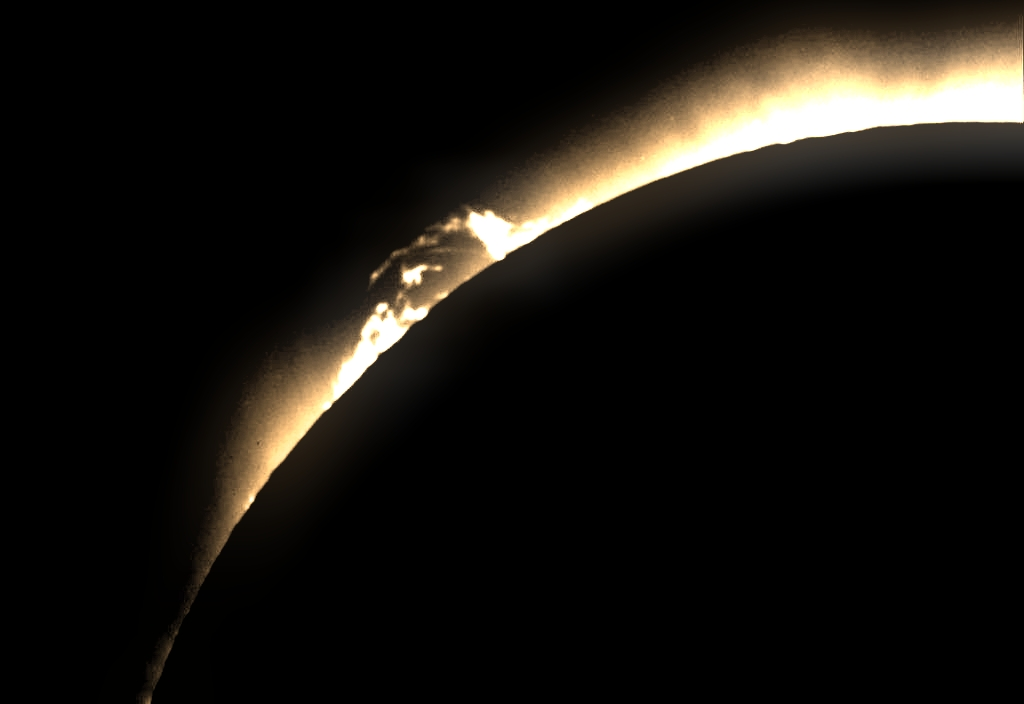
Obraz korony uzyskany z użyciem koronografu

Oprócz cząstek i promieniowania ze Słońca i z Drogi Mlecznej, istnieją czynniki, których wpływ na pogodę kosmiczną na Ziemi jest jedynie potencjalny.
Wpływ taki mógłby mieć wybuch supernowej, jeżeli nastąpiłby w mniejszej odległości niż podobne zjawiska zaobserwowane w czasach historycznych.
Eksplozja supernowej wyzwala promieniowanie rentgenowskie i gamma o bardzo wysokim natężeniu, zaś poza okresami takich emisji pozagalaktyczne promienie kosmiczne mogą mieć energię powyżej 1020 eV. Kaskady te pojawiają się rzadko, przez co ich wpływ na ogólny stan jonosfery jest nieznaczny.
Źródłem wysokoenergetycznego promieniowania z kosmosu są też tzw. rozbłyski gamma (GRB, od ang. Gamma-Ray Burst), polegające na impulsowym wyzwoleniu ogromnych ilości energii w postaci promieniowania elektromagnetycznego. Do procesów, które najprawdopodobniej są odpowiedzialne za te zjawiska, należą kolizje gwiazd neutronowych, a także szczególnie intensywne supernowe (zwane hipernowymi). Chociaż promieniowanie gamma jest w znacznym stopniu zatrzymywane w atmosferze, wytwarza toksyczne tlenki azotu i może niszczyć warstwę ozonową. Jeśli rozbłysk gamma zdarzyłby się w Galaktyce mógłby zniszczyć warstwę ozonową i doprowadzić do masowego wymierania gatunków. Dłuższe rozbłyski obserwowane są jednak wyłącznie z bardzo odległych galaktyk, ponadto emisja promieniowania ma charakter kierunkowy i prawdopodobieństwo trafienia wiązki w Ziemię jest znikome.

## Skutki

Zmiany liczby plam słonecznych z widocznym głębokim minimum Maundera

Pogoda kosmiczna może wywierać wpływ na współcześnie istniejące technologie.
Promieniowanie może uszkodzić elektronikę satelity telekomunikacyjnego, zakłócając transmisję telewizji satelitarnej lub telefonii. Warunki propagacji fal radiowych stosowanych w systemach telekomunikacyjnych i nawigacji mogą ulec pogorszeniu pod wpływem zmian pogody kosmicznej. Według szacunków różnych badaczy powodują one rocznie 150 awarii satelitów wysłanych w przestrzeń kosmiczną przez same tylko Stany Zjednoczone.
Również klimat wydaje się reagować na zjawiska w przestrzeni międzyplanetarnej, czego przejawem może być „mała epoka lodowa”. Znikoma liczba plam słonecznych zaobserwowanych w latach tzw. Minimum Maundera, która sugeruje wystąpienie długiego okresu ekstremalnie niskiej aktywności magnetycznej Słońca, koreluje się z okresem mniejszych średnich temperatur zarejestrowanych na północnej półkuli Ziemi.

### Promieniowanie elektromagnetyczne i burze magnetyczne

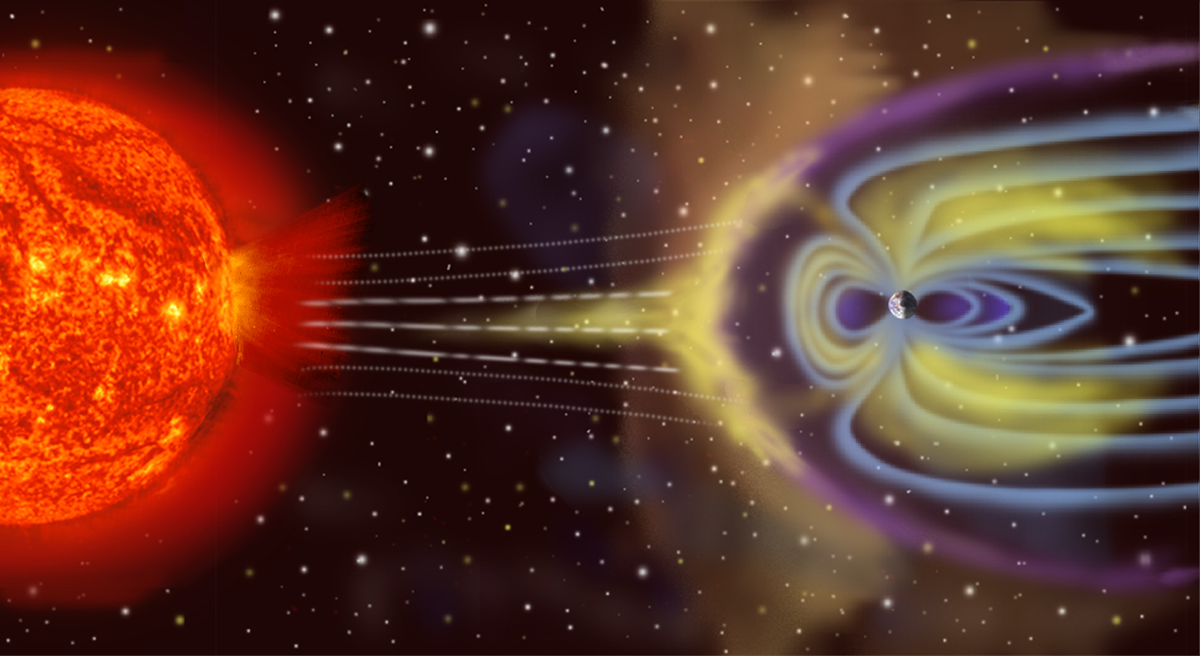
Obrazowe przedstawienie wpływu Słońca na magnetosferę

Rozbłyski słoneczne zwiększają dopływ cząstek o wysokiej energii do Ziemi, co wywiera wpływ także na urządzenia pracujące na jej powierzchni. Uderzenia wyrzutów koronalnych w magnetosferę Ziemi są przyczyną burz magnetycznych. Powodują one zmiany natężenia, a także kierunku pola magnetycznego przy powierzchni Ziemi i mogą indukować prądy w długich przewodnikach elektrycznych, takich jak linie wysokiego napięcia lub rurociągi. Podczas burz magnetycznych wzrasta liczba usterek przy tworzeniu delikatnych przyrządów półprzewodnikowych. W efekcie pogoda kosmiczna wpływa na produkcję przemysłową chipów komputerowych, awarie sieci energetycznej, a nawet korozję rurociągów naftowych.
Kosmiczna pogoda może mieć bezpośredni wpływ na nowoczesne systemy komunikacyjne przez możliwość uszkodzenia bądź zniszczenia sprzętu elektronicznego na pokładzie satelity. Systemy łączności satelitarnej, nawigacji i transmisji danych są wtedy zagrożone przez podwyższone strumienie cząstek i zmienne pole magnetyczne, indukujące przepływ prądów. Szczególnie narażone są systemy satelitów, w których użyte zostały komponenty elektroniczne nie przeznaczone do pracy w środowisku o podwyższonym poziomie promieniowania.
Napływ promieniowania lub cząstek o wysokiej energii prowadzi do pogorszenia warunków propagacji sygnałów radiowych w jonosferze. Cząstki naładowane zderzając się z cząsteczkami gazów atmosfery zmieniają ich stopień jonizacji, przez co zmienia się zasięg sygnału radiowego propagującego się w atmosferze. Jonosfera odbija sygnały radiowe o wysokiej częstotliwości (fale krótkie, 3–30 MHz), zatem burza magnetyczna może ograniczyć zakres dostępnych częstotliwości nadawczych.
Niesprzyjająca pogoda kosmiczna może zmienić warunki w wysokich partiach atmosfery na tyle, że sygnały radiowe zanikną lub zostaną zniekształcone. Taka była przyczyna zaburzeń pracy systemu GPS w Niemczech, 29 października 2003 roku, gdy na kilka godzin przestała działać usługa pozycjonowania satelitarnego E.ON Ruhrgas. Fluktuacje pola magnetycznego Ziemi spowodowały także w 1989 roku konieczność wyłączenia dostaw energii w Quebecu w Kanadzie na dziewięć godzin. Przyczyną były prądy indukcyjne w liniach przesyłowych i awarie transformatorów.
Silniejsze burze geomagnetyczne mogą zwiększać natężenie prądu pierścieniowego, powodując zmiany składowych obserwowanego pola magnetycznego, co przejawia się w drganiach igły kompasu i dezorientacji u zwierząt, które orientują się w przestrzeni z użyciem pola magnetycznego. Cząstki o wysokiej energii docierają do Ziemi, stanowiąc element naturalnego promieniowania tła. Pośrednio – poprzez powodowane mutacje – pogoda kosmiczna może zatem wywierać wpływ na ewolucję istot żywych.

## Promieniowanie kosmiczne
Oprócz awarii sprzętu elektrycznego spowodowanych przez rozbłyski, CME i promienie kosmiczne, protony i elektrony o wysokiej energii mogą także stanowić zagrożenie dla zdrowia ludzi. Szczególnie kosmonauci, ale także personel lotniczy i pasażerowie są narażeni na zwiększoną dawkę promieniowania ze względu na wysokość, na której się znajdują. Aspekt ten odgrywa ważną rolę zwłaszcza w czasie długich lotów kosmicznych lub przy pracy na zewnątrz statku kosmicznego. Obliczone natężenie promieniowania korpuskularnego po rozbłysku takim jak w październiku 1989 roku, byłoby śmiertelne dla kosmonauty na Księżycu, w skafandrze takim jak używany w programie Apollo.

### Promieniowanie rentgenowskie i radiowe

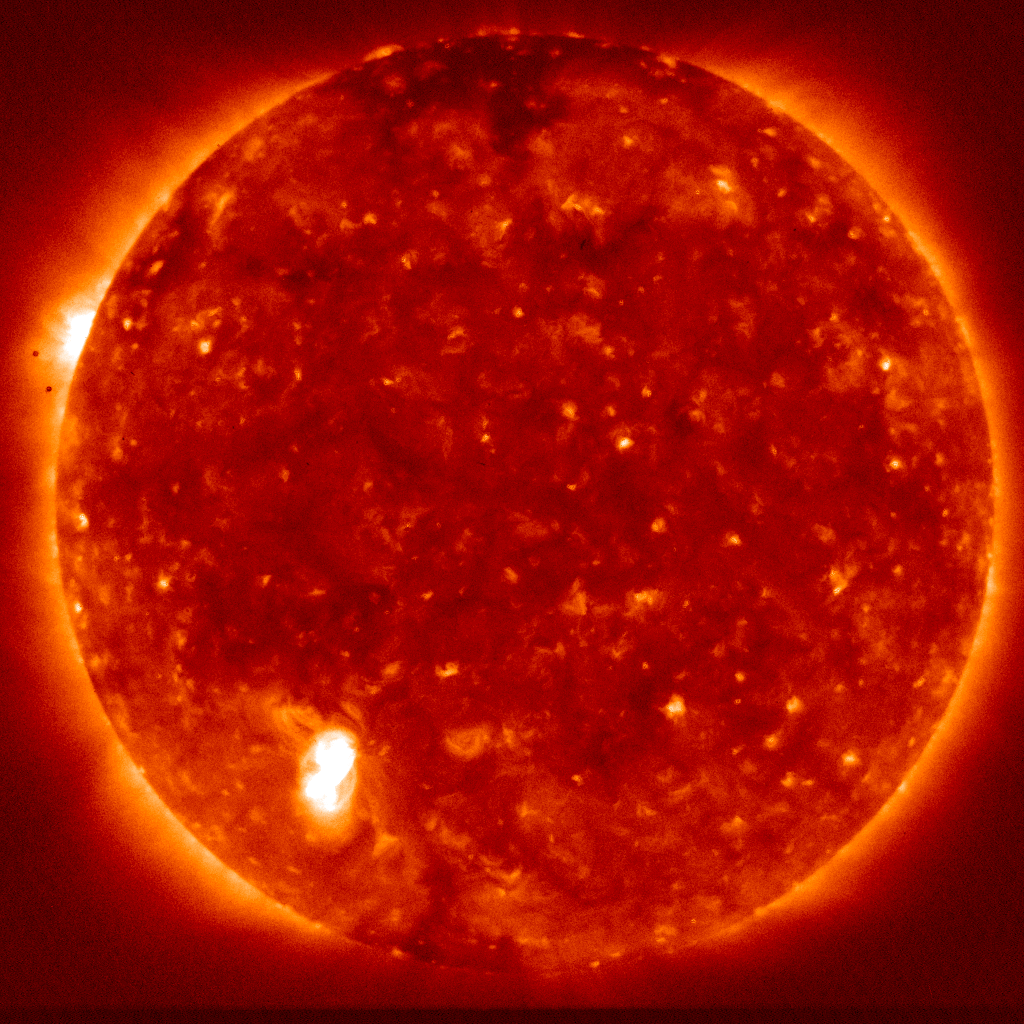
Słońce w promieniach X

Rozbłyski produkują podwyższoną emisję promieniowania rentgenowskiego, wpływając na jonosferę. Skutkuje to zaburzeniami komunikacji radiowej (szczególnie krótkofalowej) i pogorszeniem jakości odbieranego sygnału. Absorpcja promieniowania kosmicznego prowadzi również do ogrzewania, a tym samym do ekspansji górnych warstw atmosfery. Satelity krążące na niskiej orbicie okołoziemskiej napotykają wtedy zwiększony opór aerodynamiczny, co prowadzi do obniżania orbity i w skrajnych przypadkach grozi ich spadkiem na powierzchnię planety. Podczas burz magnetycznych natężenie prądu pierścieniowego w magnetosferze może wzrosnąć nawet o kilka rzędów wielkości i powierzchnia satelity może zostać silnie naładowana elektrycznie, co prowadzi do powstawania przebić i różnych usterek.
Zwiększenie emisji radiowej związane z rozbłyskami słonecznymi może wpłynąć na funkcjonowanie telefonii komórkowej.

### Zorze polarne

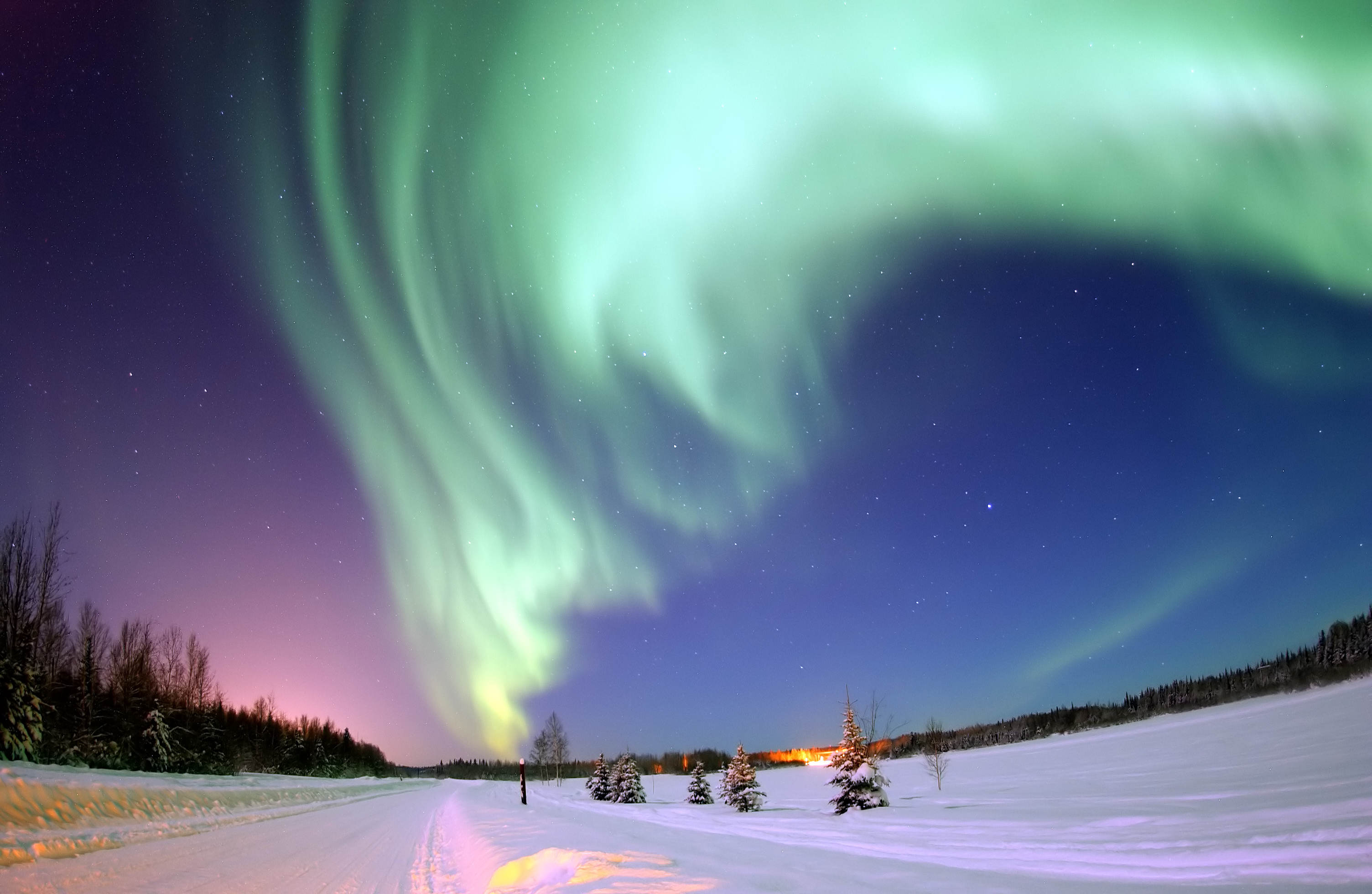
Aurora borealis

Cząstki naładowane (takie jak elektrony i protony, niesione przez wiatr słoneczny) o energiach mniejszych od 1 GeV są pułapkowane w polu magnetycznym Ziemi (magnetosferze). Poruszając się po torach helikoidalnych wzdłuż linii pola magnetycznego zbliżają się do Ziemi w okolicach biegunów magnetycznych i powodują pobudzenie i jonizację cząstek w jonosferze. W efekcie powstają zorze; zazwyczaj są one obserwowane w wysokich szerokościach geograficznych, w sąsiedztwie biegunów magnetycznych Ziemi. Silne rozbłyski słoneczne skutkują większą liczbą takich zjawisk. Może też dojść do ekspansji obszaru zórz, które mogą być wtedy widoczne dużo dalej na południe, w tym także w Polsce.

## Historia odkryć

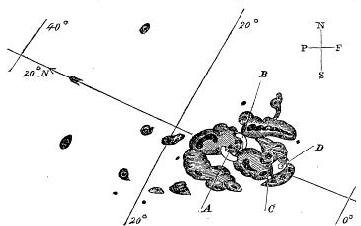
Oryginalny rysunek Carringtona, przedstawiający wybuch na Słońcu w 1859 roku

Pierwsze korelacje między cyklem plam słonecznych i wahaniami magnetyzmu ziemskiego zarejestrowały stacje obserwacyjne brytyjskiego imperium kolonialnego. Angielski astronom Richard Christopher Carrington zarejestrował 1 września 1859 przez teleskop bardzo jasny błysk światła na Słońcu, trwający zaledwie kilka minut (był to jeden z dziesięciu najsilniejszych kiedykolwiek obserwowanych rozbłysków); niezależnie rozbłysk zaobserwował też inny amator, Richard Hodgson. Około 20 godzin później wyrzucona w przestrzeń materia dotarła do Ziemi, wywołując burzę magnetyczną roku 1859, powodującą nawet widoczne odchylenie igły kompasu. Carrington przypuszczał, że istnieje relacja między rozbłyskami i zjawiskami geomagnetycznymi. Wcześniej, w 1705 roku jasny błysk, który prawdopodobnie był bardzo silnym rozbłyskiem słonecznym, zaobserwował brytyjski astronom Stephen Gray.
W 1932 Karl Guthe Jansky odkrył kosmiczne promieniowanie radiowe; dziesięć lat później James Stanley Hey, badając zaburzenia wykrywane przez brytyjskie stacje radarowe, zaobserwował burzę radiową spowodowaną przez obszar aktywny na Słońcu. W następnych latach promieniowanie radiowe z kosmosu było badane przy użyciu radarów przeznaczonych pierwotnie do wykrywania rakiet V2.
Koronalne wyrzuty masy (CME) zostały odkryte dopiero w 1974 roku dzięki obserwacjom Słońca z pokładu stacji kosmicznej Skylab. Już w ciągu pierwszych czterech miesięcy badań zaobserwowano ponad 20 takich zjawisk, mimo że nie było to maksimum cyklu aktywności, a wcześniejszy szczyt w roku 1969 był niezbyt wysoki.

## Badania
Potencjalnie negatywny wpływ pogody kosmicznej sprawia, że jej prognozy są obecnie ważną gałęzią badań naukowych, a także analiz komercyjnych.
Łańcuch powiązań pogody kosmicznej i środowiska ziemskiego jest badany na różnych etapach przez różne programy:
- Europejska Agencja Kosmiczna powołała Zespół roboczy ds. pogody kosmicznej (SWWT, ang. Space Weather Working Team), który analizuje dane z satelity SOHO (ang. Solar and Heliospheric Observatory).
- Sieć satelitów Cluster monitoruje aktywność słoneczną i bada interakcje między wiatrem słonecznym i polem magnetycznym Ziemi.
- Teleskop EIT (EUV Imaging Telescope) z obserwatorium kosmicznego SOHO co minutę rejestruje obraz Słońca w ultrafiolecie, w którym uwidaczniają się struktury i procesy dynamiczne w koronie, pochodnie, obszary aktywne, plamy słoneczne, drobnoskalowa struktura pola magnetycznego itp.
- Koronograf LASCO (Large Angle Spectrometer COronagraph) na pokładzie SOHO obserwuje środowisko Słońca, od limbu do odległości 32 promieni słonecznych. To pozwala na obserwację CME, także takich, które poruszają się dokładnie na linii Słońce-Ziemia (tzw. zjawiska halo). Od uruchomienia urządzenia LASCO dokonano znaczącego postępu w badaniach tych zjawisk.

Na dalszym etapie obserwacje prowadzone są przy pomocy urządzeń radarowych, które pozwalają badać wpływ napływającego promieniowania na jonosferę.
Zrozumienie wpływu Słońca na Ziemię opiera się obecnie na badaniach z wykorzystaniem sond kosmicznych, sztucznych satelitów Ziemi i naziemnych systemów pomiarowych. Większość danych pojawia się niemal w czasie rzeczywistym w internecie i jest ogólnie dostępna.
Głównym problemem przewidywania pogody kosmicznej jest krótki czas pomiędzy ostrzeżeniem a odczuwalnymi skutkami. Jest to czas, po którym promieniowanie dociera do Ziemi. Promieniowanie rentgenowskie emitowane przez rozbłyski porusza się z prędkością światła i docierają po ponad ośmiu minutach, zaś wysokoenergetyczne cząstki z opóźnieniem od 10 do 30 minut. Oficjalne serwisy mogą zamieścić jedynie ostrzeżenie przed spodziewaną burzą geomagnetyczną w dniu następnym.
Obecnie oprogramowanie wykorzystujące dane z SOHO umożliwia wydanie ostrzeżenia z wyprzedzeniem nawet do 74 min.